# جيمس أرشيبالد هوستون
جيمس أرشيبالد هوستون هو كاتب وكاتب للأطفال كندي، ولد في 12 يونيو 1921 في سانت كاثرينز في كندا، وتوفي في 17 أبريل 2005.

## وصلات خارجية
- جيمس أرشيبالد هوستون على موقع IMDb (الإنجليزية)
- جيمس أرشيبالد هوستون على موقع قاعدة بيانات الفيلم (الإنجليزية)